# Аманда Хемингуей
Аманда Хемингуей (на английски: Amanda Hemingway) е английска писателка на произведения в жанра фентъзи, трилър, романтичен трилър, и чиклит. Пише фентъзи под псевдонима Джан Сийгъл (на английски: Jan Siegel) и чиклит като Джема Харви (на английски: Jemma Harvey).

## Биография и творчество
Аманда Джейн Аскю Хемингуей е родена на 16 септември 1955 г. в Лондон, Англия, в семейството на Георги Аскю, архитект, и Мейвис Голд. Израства в Луис, където баща ѝ е бил за кмет.
Пътува по света и, за да се изхранва, работи различни професии – медицинска сестра, актриса, барманка, лаборант, журналист, и модел. През 1977 г. се омъжва за Мартин Хемингуей.
Първата ѝ новела „The Alchemist“ е публикувана през 1980 г. в сборника „Introductions. 7“. Дебютният ѝ роман – фантастичния трилър „Pzyche“ е издаден през 1982 г. В следващите години пише още няколко романтични трилъра.
През 1999 г. е публикуван първия ѝ роман „Ключът към Дверите“ от фентъзи поредицата „Децата на Просперо“ под псевдонима Джан Сийгъл.
През 2004 г. е издаден романа ѝ „The Greenstone Grail“ от поредицата фентъзи трилъри „Светия Граал“.
В периода 2004 – 2006 г. опитва перото си в жанра чиклит с романите „Wishful Thinking“ и „Kissing Toads“.
Аманда Хемингуей живее със семейството си в Брайтън.

## Произведения

### Като Аманда Хемингуей

#### Самостоятелни романи
- Pzyche (1982)
- Tantalus (1984)
- Bacchanal (1987)
- The Poison Heart (1990) – издаден и като „The Viper's Heart“
- Soulfire (1994)

#### Серия „Светия Граал“ (Sangreal Trilogy)
1. The Greenstone Grail (2004)
2. The Traitor's Sword (2005) – издаден и като „The Sword of Straw“
3. The Poisoned Crown (2006)

#### Новели
- The Alchemist (1980) – в сборника „Introductions. 7“

### Като Джан Сийгъл

#### Самостоятелни романи
- The Devil's Apprentice (2013)

#### Серия „Децата на Просперо“ (Fern Capel)
1. Prospero's Children (1999)
Ключът към Дверите, изд.: Прозорец, София (2006), прев. Невена Кръстева
2. The Dragon Charmer (2000)
Укротителят на дракони, изд.: Прозорец, София (2006), прев. Невена Кръстева
3. The Witch Queen (2002) – издаден и като „Witch's Honour“
Честта на вещицата, изд.: Прозорец, София (2006), прев. Невена Кръстева

#### Поезия
- The Grail (2004)

#### Разкази
- Black Magic (2000)

### Като Джема Харви

#### Самостоятелни романи
- Wishful Thinking (2004)
- Kissing Toads (2006)